# Islam u Demokratskoj Republici Kongu
Islam u Demokratskoj Republici Kongo prisutan je od 18. stoljeća, kada su se arapski trgovci iz Istočne Afrike počeli seliti u unutrašnjost kontinenta u potrazi za slonovačom i robovima. Prema Pew Research Centeru, islam čini 1,5 % populacije. Međutim, prema CIA World Factbooku, muslimani čine čak 10 % stanovništva u ovoj zemlji.
Oko 50 % muslimana sebe smatra sunitima, 10 % šiitima, a 6 % ahmedijama. Ostali uglavnom nisu povezani u određene skupine.